# Des nouvelles de Gatineau!
Des nouvelles de Gatineau! était un prix littéraire québécois annuel, maintenant inactif, dont l'objectif était de favoriser la création littéraire et de découvrir de nouveaux talents locaux tout en promouvant la ville de Gatineau dans la francophonie. Un thème différent était sélectionné à chaque année, encourageant les auteurs à présenter leur ville sous un nouveau jour par la rédaction d'une nouvelle dont l'action s'y déroule,,.
Le concours était ouvert à toute la francophonie, aux auteurs amateurs ou professionnels, âgés de 18 et plus. Les nouvelles de tous genres littéraires étaient acceptées et évaluées par un jury de personnes œuvrant dans le domaine de la culture. Trois auteurs étaient récompensés à chaque édition et se partageaient des bourses totalisant 1 800 $. De plus, le comité de sélection choisissait une trentaine de nouvelles parmi les meilleures soumissions afin de créer un recueil publié par les Éditions Vents d'Ouest, qui était située à Gatineau (à ne pas confondre avec la maison d'édition de bandes dessinées française).
Le prix était organisé par la bibliothèque municipale de Gatineau, en association avec le Cégep de l’Outaouais, en partenaires à part égale. En 2018 s'ajoute la collaboration du libraire Hugo Thivierge,,. L'auteure gatinoise Michèle Bourgon a également participé certaines éditions du concours,. Le Cégep de l’Outaouais organisait et finançait également un volet étudiant réservé à ses collégiens. 

## Lauréats
2011 : Frédéric Bisson - J'ai lu dans ses yeux (1er prix), Floriane Olivier - Les belles promesses (2e prix), Patrick Voyer - Pique-nique à la baie Squaw (3e prix), Kathleen Goulet - Avec passion (Prix étudiant),
2013 : Karell Régnier - Infraction majeure (1er prix), Kathleen Goulet - L’éphémère (2e prix), Hélène Desgranges - Bienvenue la folie (3e prix)
2014 : Jici Lord-Gauthier - Blocus nocturne (1er prix), Isabelle Couture - Sloche (2e prix), Dominique Rochon - Les loups se mangent entre eux (3e prix), Manon Huberland - Le rendez-vous (Prix étudiant)
2015 : Karine Legault-Leblond - Le dernier dimanche avec elle (1er prix), Chloé Barbe - Rouge et blanc (2e prix), Dominique Rochon - Une vie ordinaire (3e prix), Audrey-Anne Laurin - Point de vue (Prix étudiant)
2017 : Ivan Videnov - La longue marche (1er prix), Véronique Dutartre - De l'autre côté de la rivière (2e prix), Rose-Hélène Ratté - Chagrin (3e prix), Alexandra Charland-Froment - Conséquence (Prix étudiant)
2019 : Christiane Desrosiers - La tempête (1er prix), Daniel Pareire - Offre d'emploi à Gatineau (2e prix), Nathalie Courcy - Piégée (3e prix), Cynthia Labonté - Hors de contrôle (Prix étudiant).